# Tableaux de mission
Les taolennou ou tableaux de mission sont des instruments de reconquête spirituelle constitués d'illustrations destinées à l’enseignement de la religion et à l’évangélisation. Créées en Bretagne au XVIe siècle, répandues dans le monde entier et utilisées jusqu'au milieu du XXe siècle, les représentations, pour la plupart non signées, symbolisent le mal et les péchés capitaux.

## Description
Aux XVIe siècle et XVIIe siècle, dans le contexte de la Reconquête catholique, dite Réforme catholique ou parfois Contre-Réforme, elle-même consécutive à la Réforme protestante, une partie du clergé catholique a le souci de mieux s'adapter aux fidèles, par exemple en employant leur langue vernaculaire pendant une partie des cérémonies et lors des prêches, mais aussi en développant une culture de l'image plus aisément accessible que les textes écrits pour des fidèles souvent analphabètes, d'où l'essor des vitraux, des retables, des images pieuses, des statues, mais aussi par exemple en Bretagne, des calvaires aux nombreuses sculptures ou encore des tableaux de mission utilisés par les prédicateurs lors des Missions paroissiales.

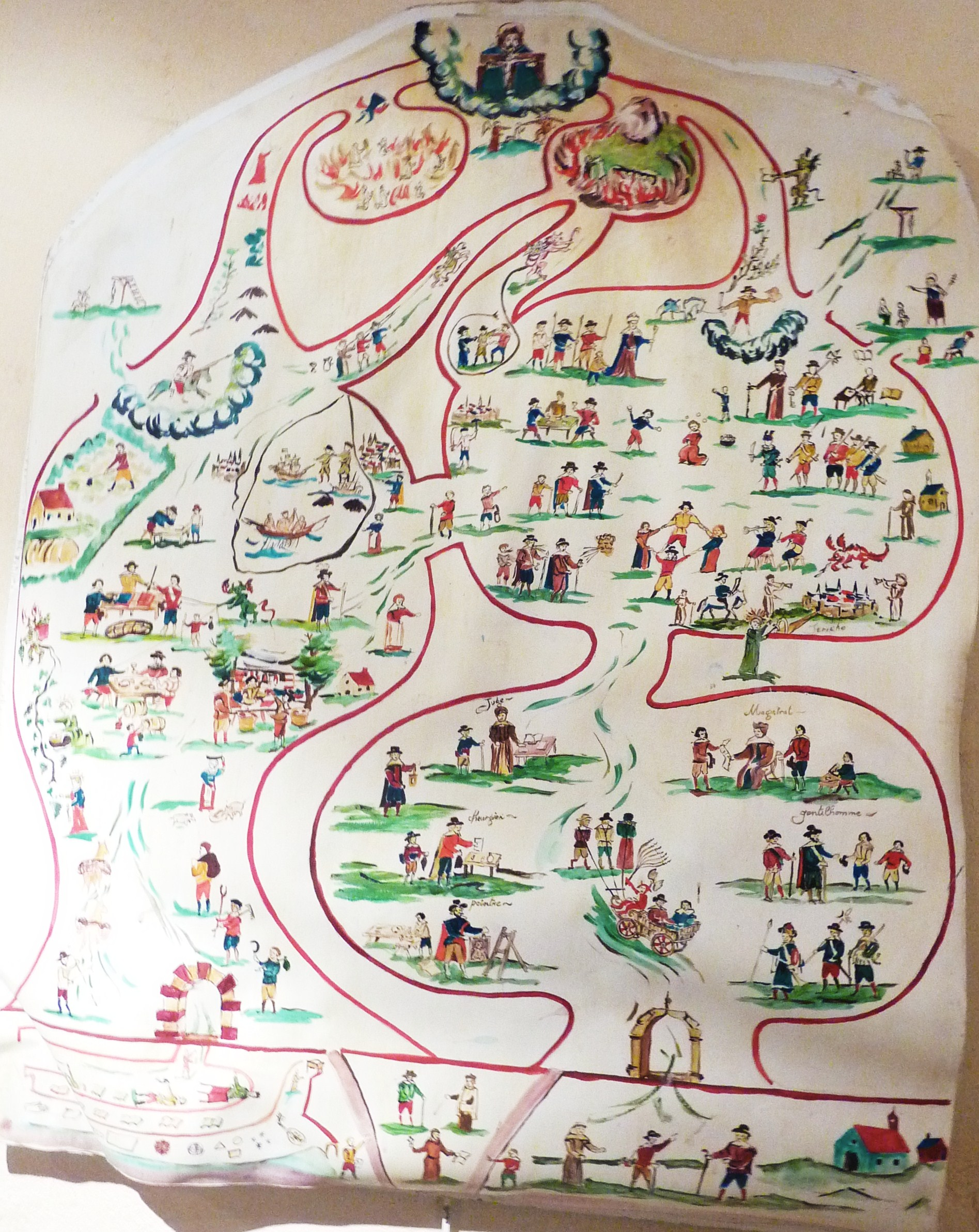
Taolenn utilisé par Michel Le Nobletz : la carte du miroir du monde

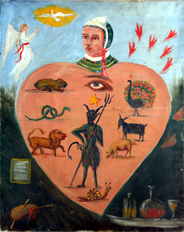
Taolenn du probablement au chanoine Paul Peyron (vers 1900)

Vincent Huby, jésuite né à Hennebont, fut le premier à utiliser des tableaux sacrés dans la salle commune d'une maison de retraites religieuses (donc hors d'une église) à Vannes pour occuper les temps libres des retraitants. Le choix d'un lieu non sacré pour présenter ces images lui permettait une plus grande liberté dans leur composition. "La prédication, en effet, se donne à partir d’une série de douze “images morales”, quatre représentant les fins dernières (mort du pécheur, enfer, mort du juste, paradis) et huit cœurs allégoriques. Bien que le succès de ces tableaux ait largement dépassé la Bretagne, c’est pourtant dans la région, et surtout auprès des fidèles bretonnants, qu’il a été important et durable.
Ces tableaux utilisent fréquemment des représentations d'animaux pour mieux faire passer le message religieux à destination d'un public populaire peu instruit, souvent même analphabète. Par exemple, François Kerneau, curé de Plougonven, écrit en 1783:
" L’usage de représenter des choses invisibles par l’intermédiaire de certaines images est très ancien et conforme à la volonté de Dieu (…). Dieu ordonna (…) à Moïse dans le désert de fabriquer un beau serpent qui restituait la santé à ceux que les serpents avaient mordus, quand ils le regardaient. La guérison qu’ils recevaient ne venait pas, dit l’Esprit Saint, de ce qu’ils voyaient, mais de celui qui était représenté par l’intermédiaire du serpent. Non per hoc quod videbat, sanabatur, sed per te omnium salvatorem (Sap : 16). Dans l’évangile, il est représenté sous la forme d’un agneau aimable (Jean, chap. 1), sous la forme d’une poule qui s’empresse de rassembler ses poussins (Mathieu, chap. 23) ”.
Michel Le Nobletz, né en 1577 à Plouguerneau, invente un nouveau mode de prédication proche de la bande dessinée, illustrant ses propos de tableaux représentant des « cartes » qui illustrent les voies ou chemins à suivre pour les fidèles pour progresser dans la vie spirituelle. « La "carte de la Croix" ou certaines images de la carte dite "des Cœurs" peuvent en effet se lire comme une traduction en langage populaire des Exercices » de saint Ignace de Loyola. Mais pour capter l’attention du public, dans son commentaire de la carte dite "des Cœurs", le prêtre plougonvelinois choisit lui aussi d’illustrer les péchés capitaux par des animaux : ainsi, le chien pour représenter l’envie, le loup pour la colère, ou la tortue pour la paresse. On évalue à au moins 70 le nombre de cartes différentes qui auraient été peintes et à une centaine le nombre des copies réalisées. Le seul évêché de Quimper a conservé 14 cartes, représentant 12 sujets différents (deux étant en double). Les cartes conservées sont toutes sur des peaux de moutons, mais à l'origine elles semblent, au moins certaines, avoir été peintes sur du bois. Les cartes originelles auraient été peintes entre 1613 et 1639.

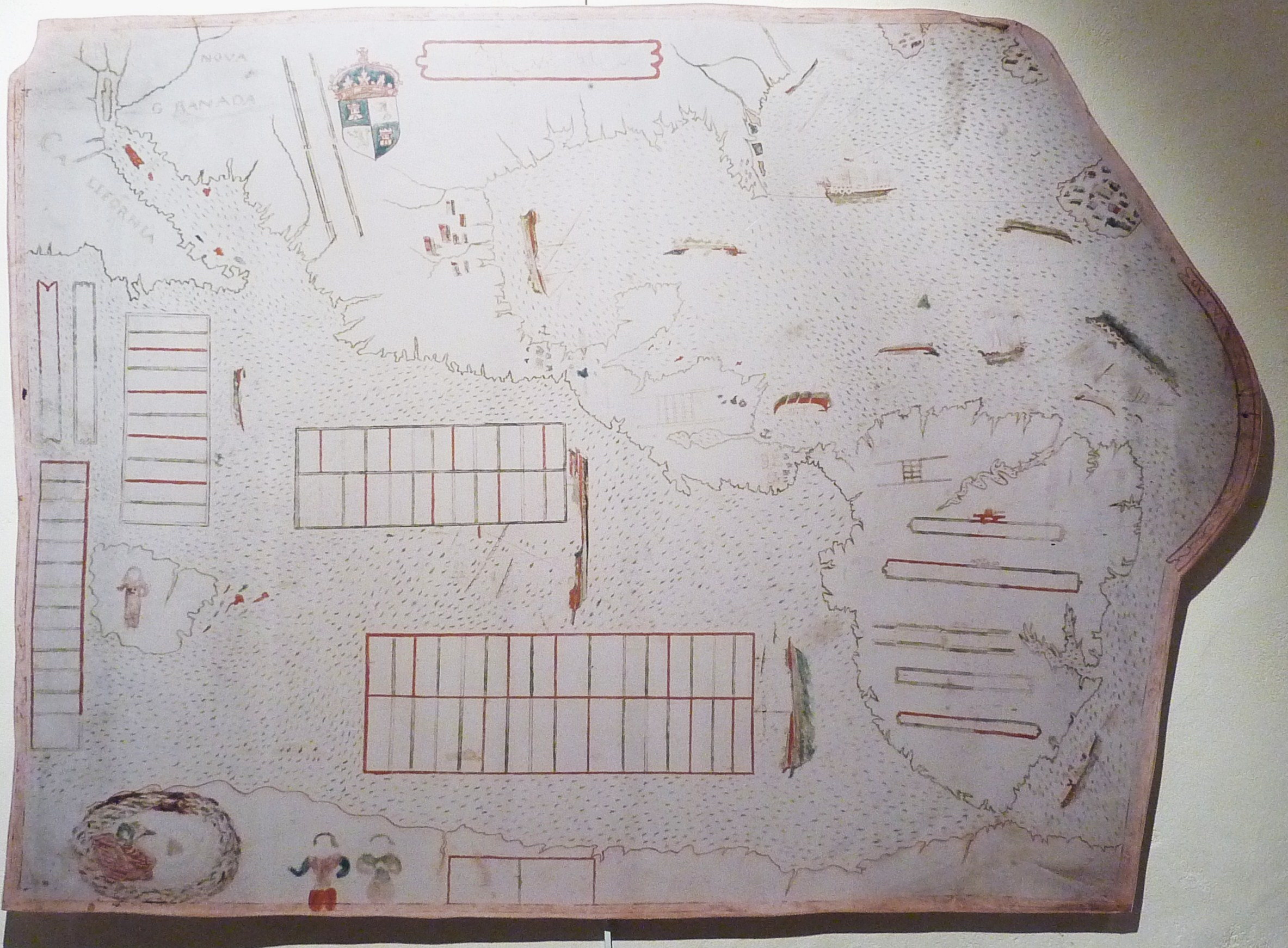
Tableau de mission utilisé par Michel Le Nobletz : la carte des conseils (vue partielle)
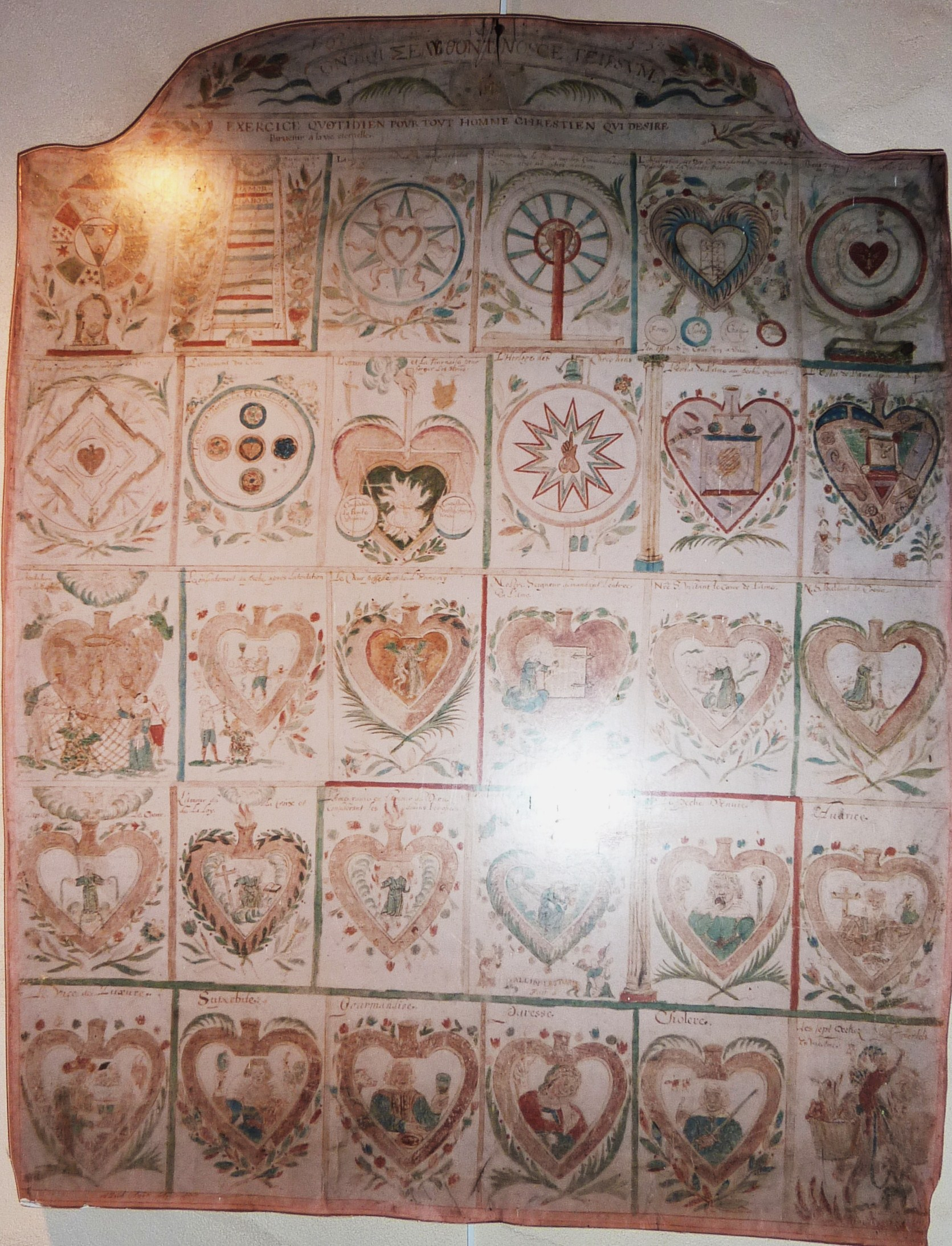
Tableau de mission utilisé par Michel Le Nobletz : la carte des cœurs (vue d'ensemble)
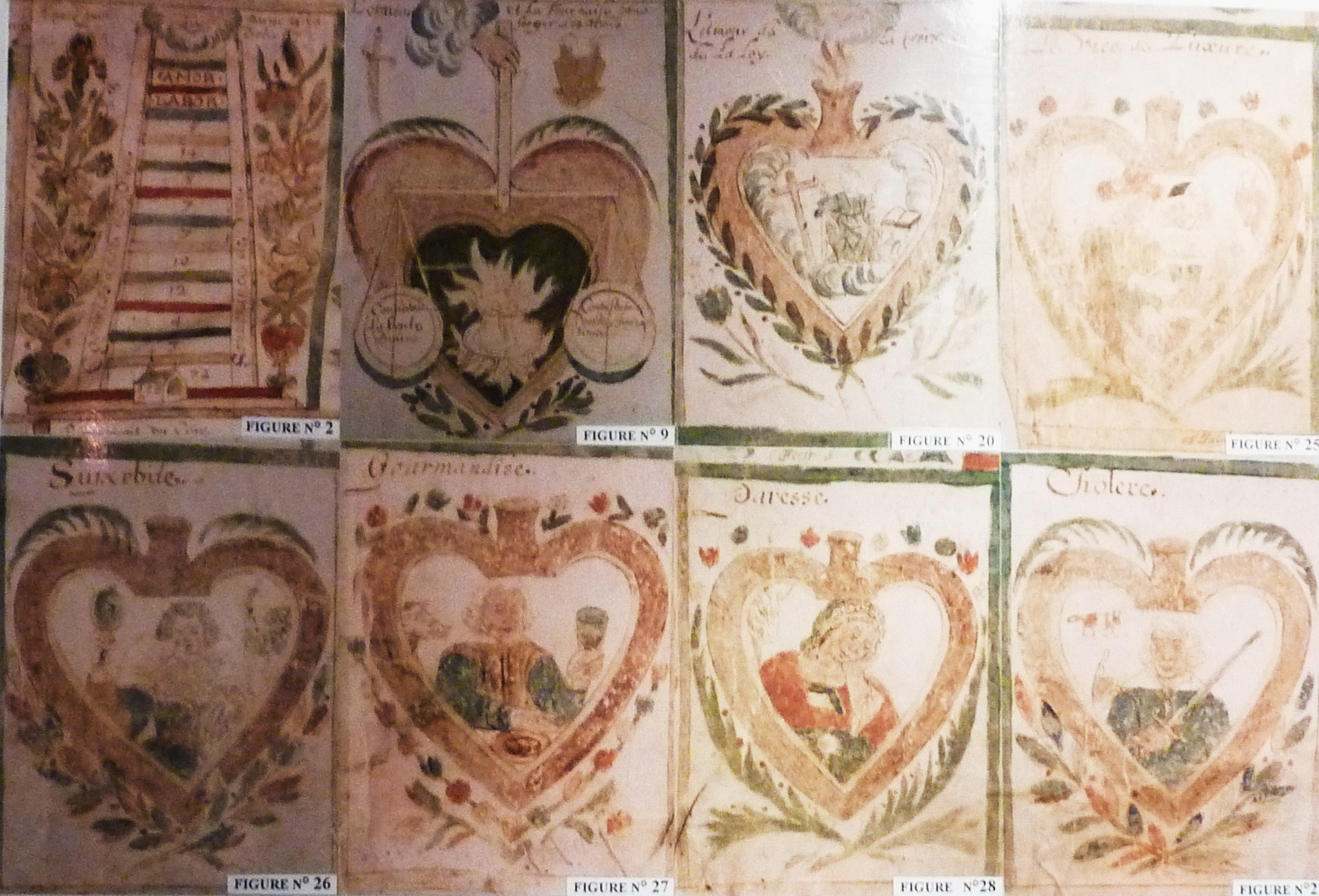
Tableau de mission utilisé par Michel Le Nobletz : la carte des cœurs (vue partielle)
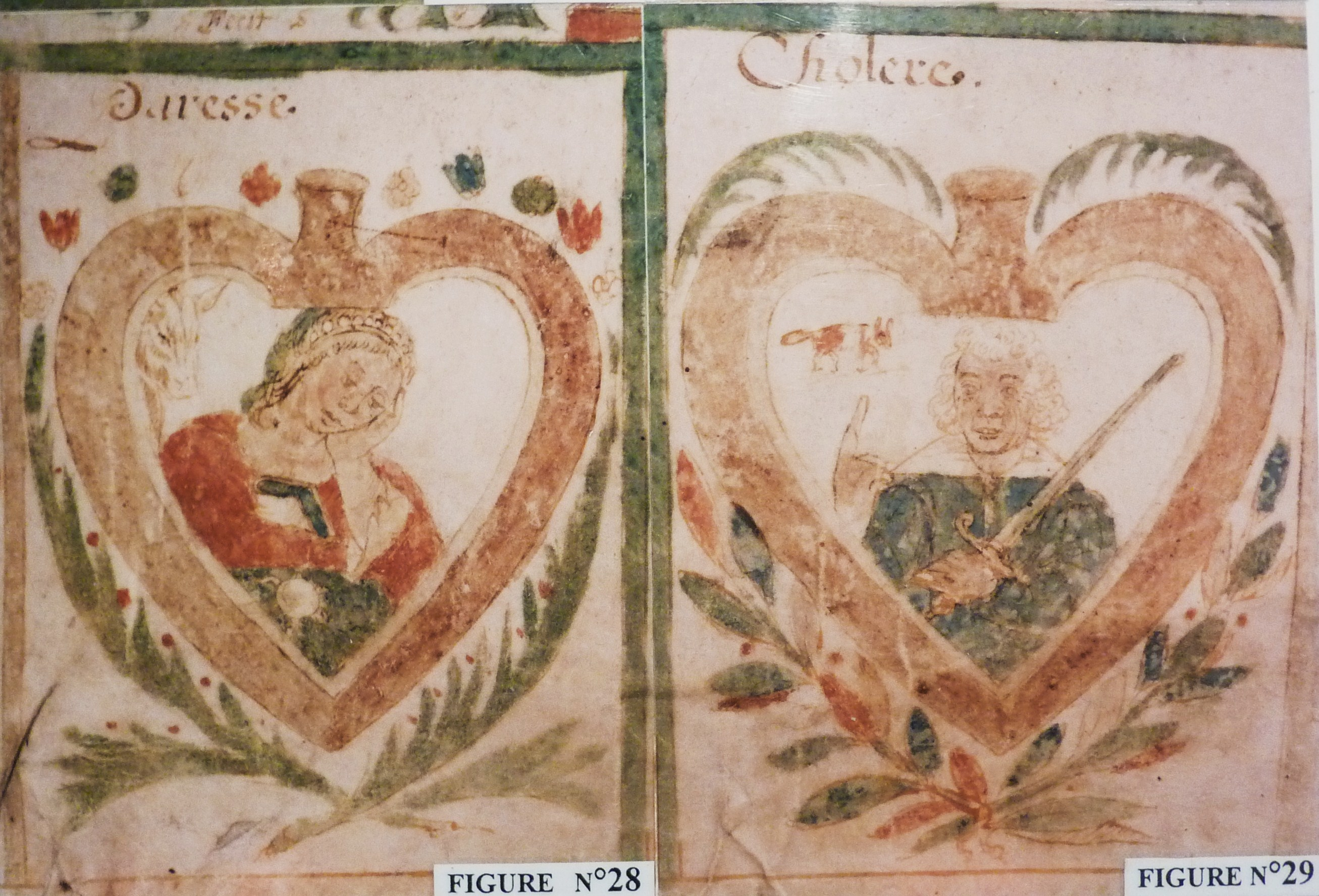
Tableau de mission utilisé par Michel Le Nobletz : la carte des cœurs (paresse et colère)
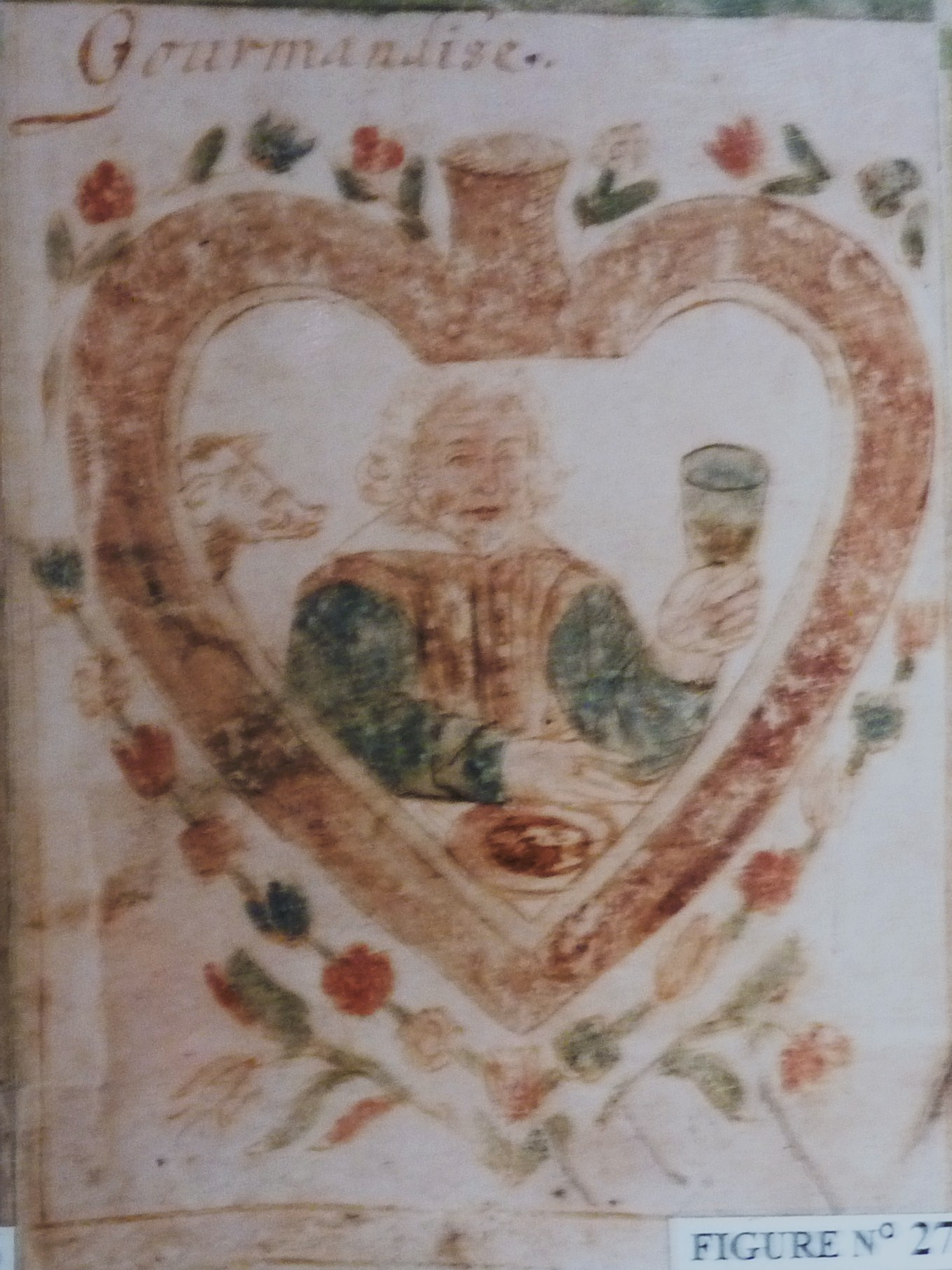
Tableau de mission utilisé par Michel Le Nobletz : la carte des cœurs (gourmandise)
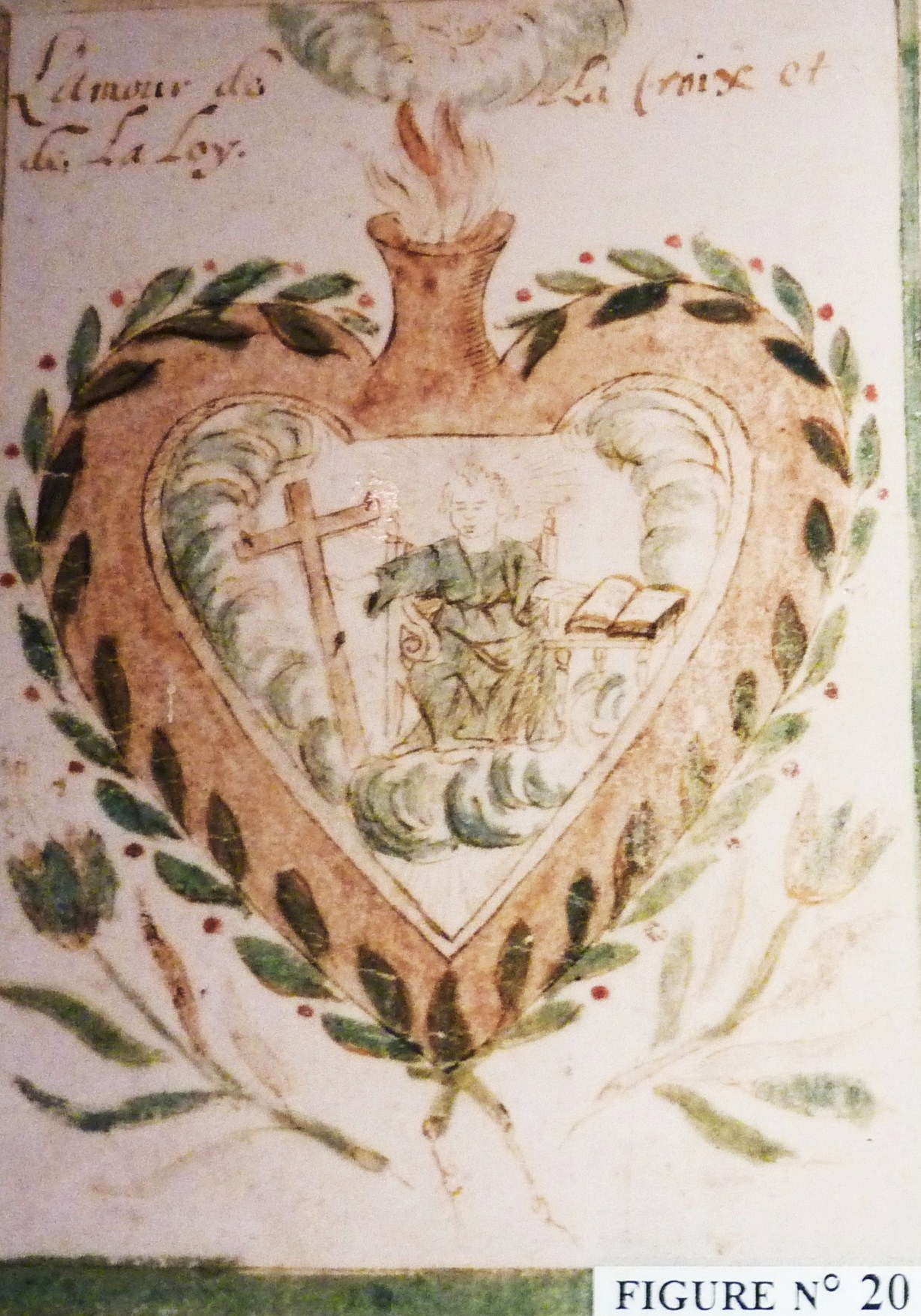
Tableau de mission utilisé par Michel Le Nobletz : la carte des cœurs (l'amour de la Croix et de la Loi)
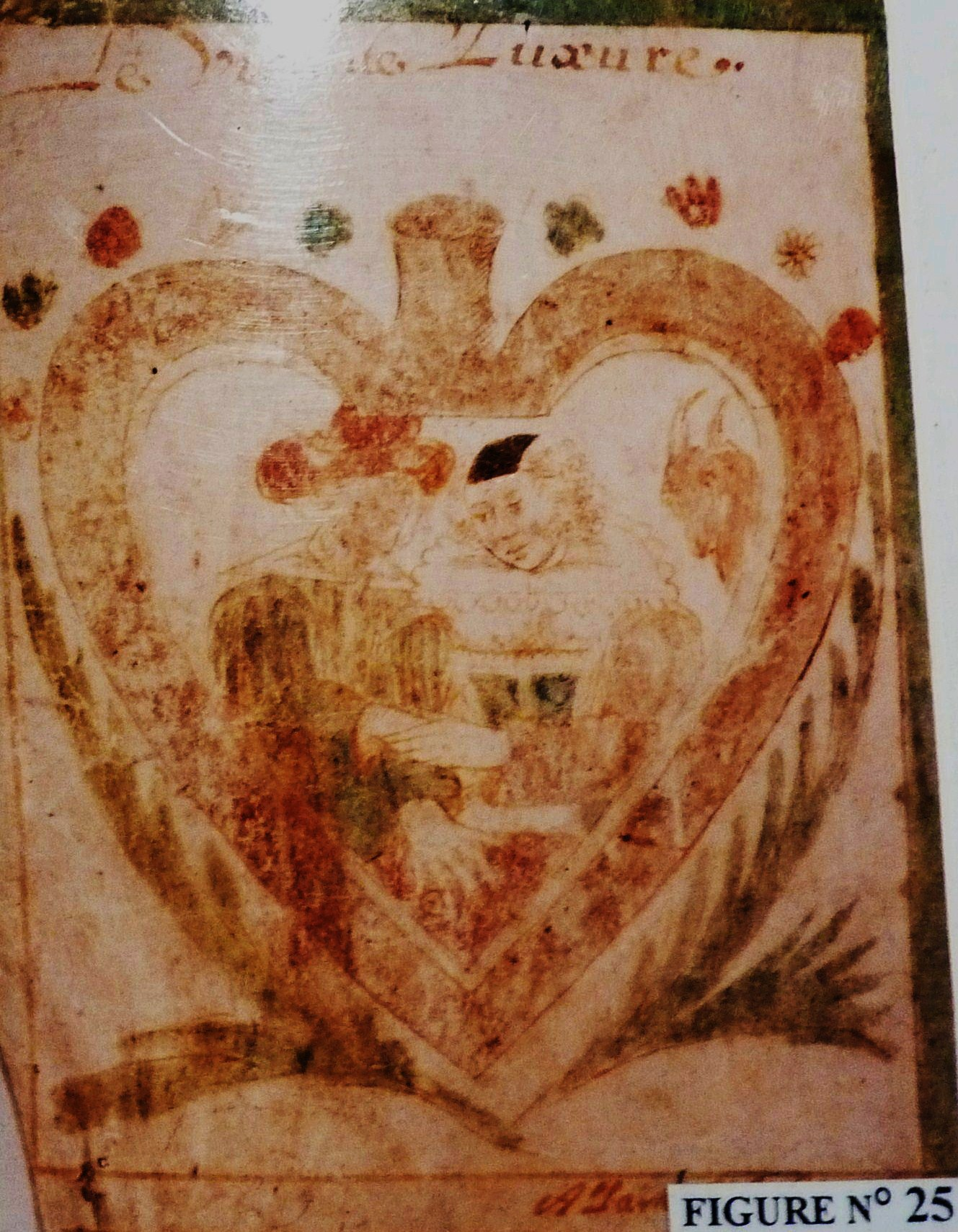
Tableau de mission utilisé par Michel Le Nobletz : la carte des cœurs (la luxure)
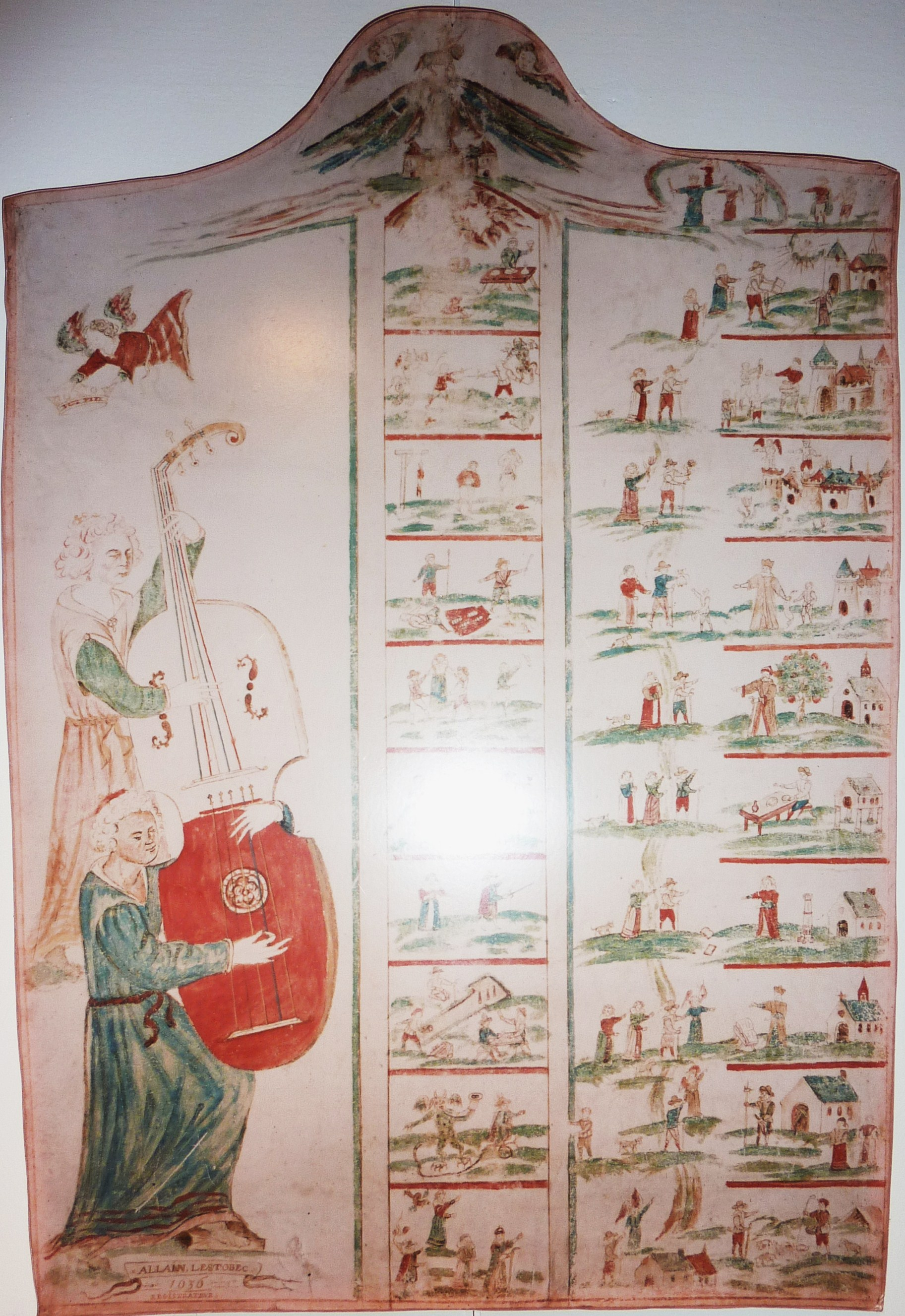
Tableau de mission utilisé par Michel Le Nobletz : autre carte

Ces tableaux sont dessinés à la façon des Cartes de Tendre décrivant l'imaginaire spirituel selon des voyages imaginaires du chrétien. Dessinés et peints, pour les plus anciens sur parchemin, de façon à la fois réaliste et naïve, ils constituent de savoureux documents sur les sociétés locales et la vie quotidienne. Ces tableaux étaient parfois confiés par les prédicateurs à des femmes dévotes qui allaient de famille en famille (elles pouvaient pénétrer dans les domiciles plus aisément que les prédicateurs eux-mêmes). Elles pouvaient ainsi, selon une méthode reprise par les évangélistes désormais, suppléer à l'illettrisme qui limitait la diffusion des livres de dévotion et d'atteindre même la partie de la population qui ne fréquentait pas les églises.
Les plus célèbres prédicateurs ayant utilisé des tableaux de mission furent Dom Michel Le Nobletz au XVIIe siècle et le Père Julien Maunoir, ce dernier ne les ayant apparemment utilisés que de manière sporadique.

### Postérité
Le but des missions étant de susciter des conversions de cœur à Dieu, par le moyen de la confession, elles insistaient sur la peur de la damnation éternelle et son remède : la pénitence. Cela se remarque dans les thématiques des tableaux, où l'homme voit sa conscience écartée entre les tentations et le désir de Dieu. Ces peintures ont présenté plusieurs déclinaisons, comme la série des « états de l'homme » de l'évêché de Quimper qui associent 8 tableaux de cœurs et 4  des Fins dernières :
« Peinture d'un homme en etat de Péché »
« L'etat d'un homme qui pense sérieusement au mauvais état de sa conscience, et qui commence à en être touché. »
« L'etat d'un homme vivement penetré du regret de ses péchés et de douleur d'avoir offensé Dieu. »
« L'etat d'un homme qui fait Pénitence, et qui en pratique les œuvres qui sont les prières, les Aumones et les Jeunes. »
« L'état d'un homme qui ayant quitté ses péchés se relache de ses bonnes résolutions et se laisse vaincre par les tentations du diable du monde, et de la chair. »
« L'etat d'un homme dans lequel le Diable étant rentré victorieux avec 7 autres diables, ils y établissent leur demeure. »
« L'etat miserable d'un Pecheur à l'heure de la mort au Jugement de Dieu »
« Petit crayon de l'etat malheureux et eternel d'un Damné » (parfois abrégé : « Petit crayon de l'homme damné »
« L'etat du cœur d'un homme qui persévère dans la fuite du mal et dans la pratique du bien. »
« L'etat d'un homme qui s'etant purgé de ses péchés s'adonne à la pratique des vertus et à l'amour de Dieu. »
« L'etat heureux d'un homme de bien a l'heure de la mort au Jugement de Dieu »
« Petit crayon de l'état bienheureux et eternel d'un homme qui est sauvé »
Ces “taolennou” sont commentés par le recteur de Plougonven, François Kerleau, en 1783, dans un manuscrit conservé au Centre de Recherche Bretonne et Celtique : “Notes pour l’explication des tableaux des missions et retraites” (rédigé en breton).
En l’Europe, le Livre du cœur existe en français, en anglais, en allemand, en grec, en espagnol, en portugais, en italien, en néerlandais, en danois, en norvégien, en suédois, en finnois, en albanais, en bulgare, en tchèque, en polonais, en russe, en roumain, en hongrois, en croate, en serbe, en serbo-croate, en slovène, etc., et même en espéranto… Dans les autres langues le turc, l’esquimau, le créole, le pidgin english, le persan, l’hébreu, l’arabe, le quechua, le gurani, l’achual et l’aymara n’ont pas été oubliés.
L’Asie est concernée par des langues classiques telles que le japonais, le coréen, le chinois, le javanais, le cambodgien, l’indonésien, le khmer, le maori, le cinghalais, le thaï, le tagalog, etc., mais quarante-neuf dialectes de l’Inde sont aussi représentés. Le Livre du Cœur se retrouve en effet dans des livrets publiés en une dizaine de langues aux Indes :
- canara : antérieure à 1888, cette édition ne nous est connue que par une édition anglaise, curieusement traduite du texte canara, 1888, 4e ed., et dont le titre est The Mirror of the heart commonly called the Heart Book, Mangalore, Basel Mission Book and Tract Depository ; 9e éd., 1903 ; 10e éd., 1906 ;
- cinghalais : Colombo, Ceylon Religious Tract Society, 1886 ; 2è éd., 3 000 exemplaires ;
- tamoul : Madras, The Religious Tract and Book Society, SPCK Press, Vepery, 1900 ; 6e éd., 3 000 exemplaires ; 7e éd. à la même adresse en 1906, 5 000 exemplaires portant à 24 000 le total des exemplaires publiés en tamoul à cette date ;
- malayalam : Mangalore, Basel Mission Book and Tract Depository, 1905 ; 5e éd. ; la traduction est due au Rév. Dr. Gundert ;
- telugu : Madras, the Religious Tract and Book Society, 10906 ; 8e éd. ;
- santali : traduit par F.T. Cole, publié par the Chruch Missionary Society, imprimé à la Santal Mission Press, Pokhuria, Mambhum, 1907 ;
- bengali : Calcutta, imprimé à la Baptist Mission Press, publié par the Christian Lietrature Society, 1907 ; 9e éd., 5 000 exemplaires ; 10e éd. à la même adresse, 5 000 exemplaires portant à 26 000 le total des exemplaires publiés à cette date en bengali. Ces deux éditons n’ont que sept images, celle du juste et les deux représentations de la mort en étant absentes. Selon Hosten, la 6e éd. datait de 1892, la 7e de 1897, la 8e de 1904, et le traducteur était Umesh Chandra Chatterji, professeur au Free Churche College de Calcutta ;
- bengali-musulman, dialecte bengali fortement imprégné d’urdu, Calcutta, Christian Literaure Society, 1905 ;
- en garo (1e éd. En 1981 par les missionnaires baptistes américains de Nowgong, Ganhati et Tura, dans  l’Assam ;
- en gujarati, la traduction ayant été effectué par le Rév. Rasabhai Kalyan à partir du marathi : 2e éd. en 1895, Madras, Christian Literature Society ;
- en oriya, dans une traduction du Rév. W. Miller : 2e éd. En 1888, Cuttack, Mission Press[10].

Enfin, en Afrique on le retrouve traduit dans les langues suivantes : le bwikalebwe, le ga, l’ibo, le kiswahili, le matakam, le tshwa, le chinamwanga, le runyankole, le ngangela, le fulfude, le kikamba, le baoule, le kipsigis, le ragoli ou le wolof.

Les taolennoù furent utilisés par des prédicateurs jusqu'au milieu du XXe siècle : au début du XXe siècle, le chanoine Paul Peyron en a peint, et d'autres encore comme le père Cariou ; les commandes, faites en 1936 puis en 1945 par les missionnaires Montfortains de Guipavas à Xavier de Langlais, d’un ensemble de cinq taolennou, très largement inspirées des images de Vincent Huby, en sont la preuve. Ces tableaux, classés par les Monuments historiques, sont conservés à la maison des Missionnaires Montfortains à Saint-Laurent-sur-Sèvre (85). Quatre sont conservés au Musée du Léon à Lesneven (29).
Il reste des témoignages de leur utilisation en mission en pays bigouden, comme en 1923 avec le cantique des Tables préparatoire à leur explication chanté dans l'église : « Sellit piz ouz an taolennou / A zo melezour ou eneou » (« Regardez de près les tableaux / Qui sont les miroirs de nos âmes »).

## Quelques exemples
- On conserve encore des estampes antérieures à 1685. Elles étaient entoilées et montées entre les baguettes de bois (dimensions avec baguettes : 65 x 60 cm), comme une planche IX : « Petit craion de l'estat malheureux et eternel d'un Damné » faisant partie d'une suite de douze estampes intitulées « Images morales », conçues par le P. jésuite Vincent Huby vers 1675-1682 pour les prêches dans les maisons de retraite spirituelle pour laïcs qu'il avait fondées en Bretagne, et commercialisées à Paris par Pierre de Bresche puis son beau-fils Jacques de Laize de Bresche[13].
- François Kerneau, né à Lézardrieux en 1743, prêtre en 1767, fut pourvu de la cure de Plougonven en 1780, et c’est là qu’il mourut en 1818. Il a écrit ou à tout le moins recopié, car il n'est pas certain qu'il en soit l'auteur, “Notes pour l’explication des tableaux des missions et retraites”, ouvrage daté de 1783, totalement rédigé en breton à l'exception de son titre, qui explique comment commenter les taolennoù[9].
- Reprise en bois de fil (colorié au pochoir) sur papier vergé publié entre 1830 et 1837 chez Théophile Frédéric Deckherr à Montbéliard (conservation : Musée des Civilisations de l'Europe et de la Méditerranée) Notice no 5002E010039, sur la plateforme ouverte du patrimoine, base Joconde, ministère français de la Culture.
- Reprises en 1854 dans Histoire des livres populaires ou de la littérature de colportage par Charles Nisard (1808-1889).
- François-Marie Balanant (1862-1930), abbé finistérien, prédicateur et « tableauteur », composa un recueil de 12 tableaux commentés, représentant les différents états de l’âme du chrétien (péché, mort, conversion, etc.) sous la forme d’un cœur surmonté d’une tête humaine[14].

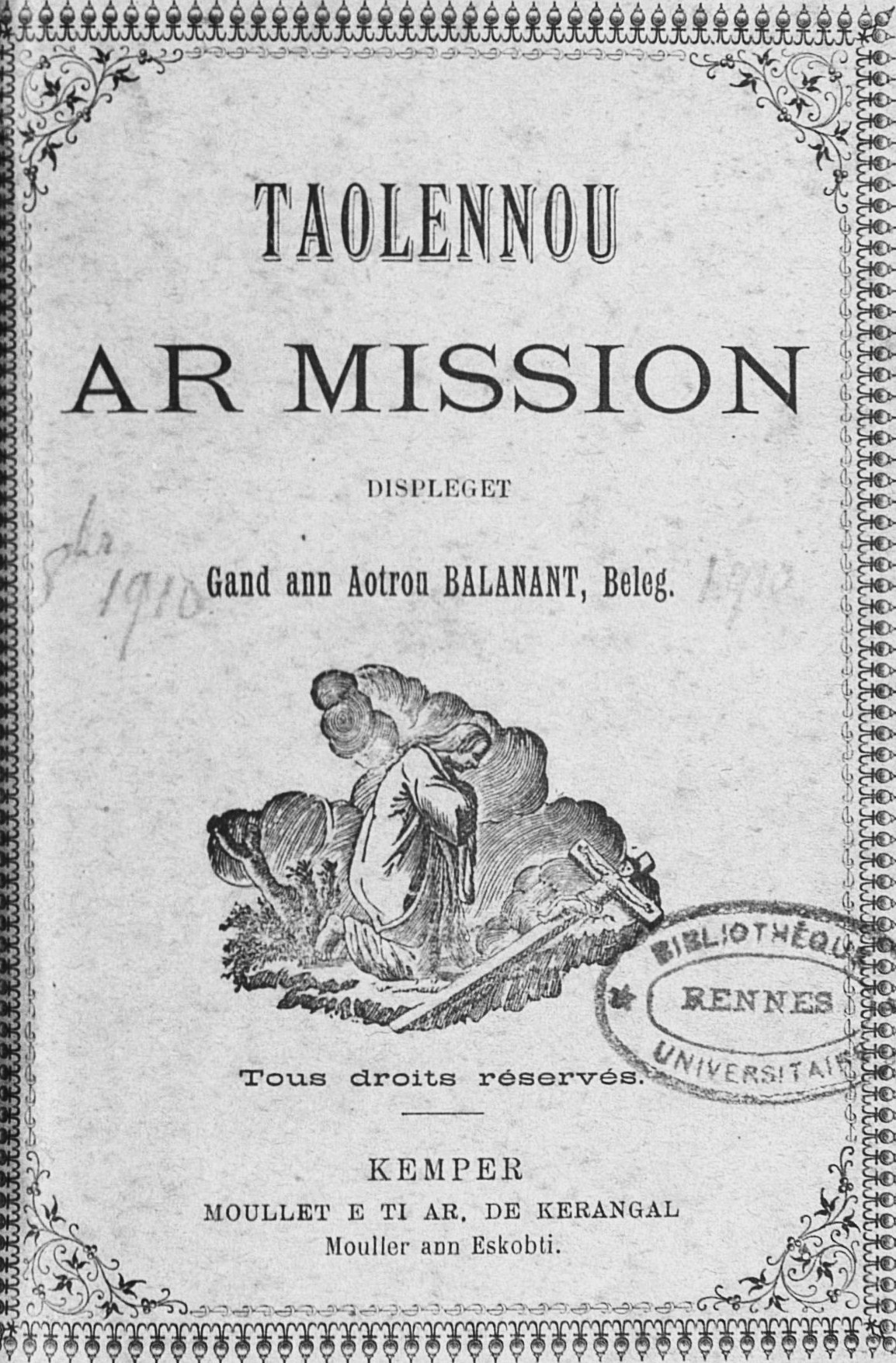
Taolenn de François-Marie Balanant, page de couverture
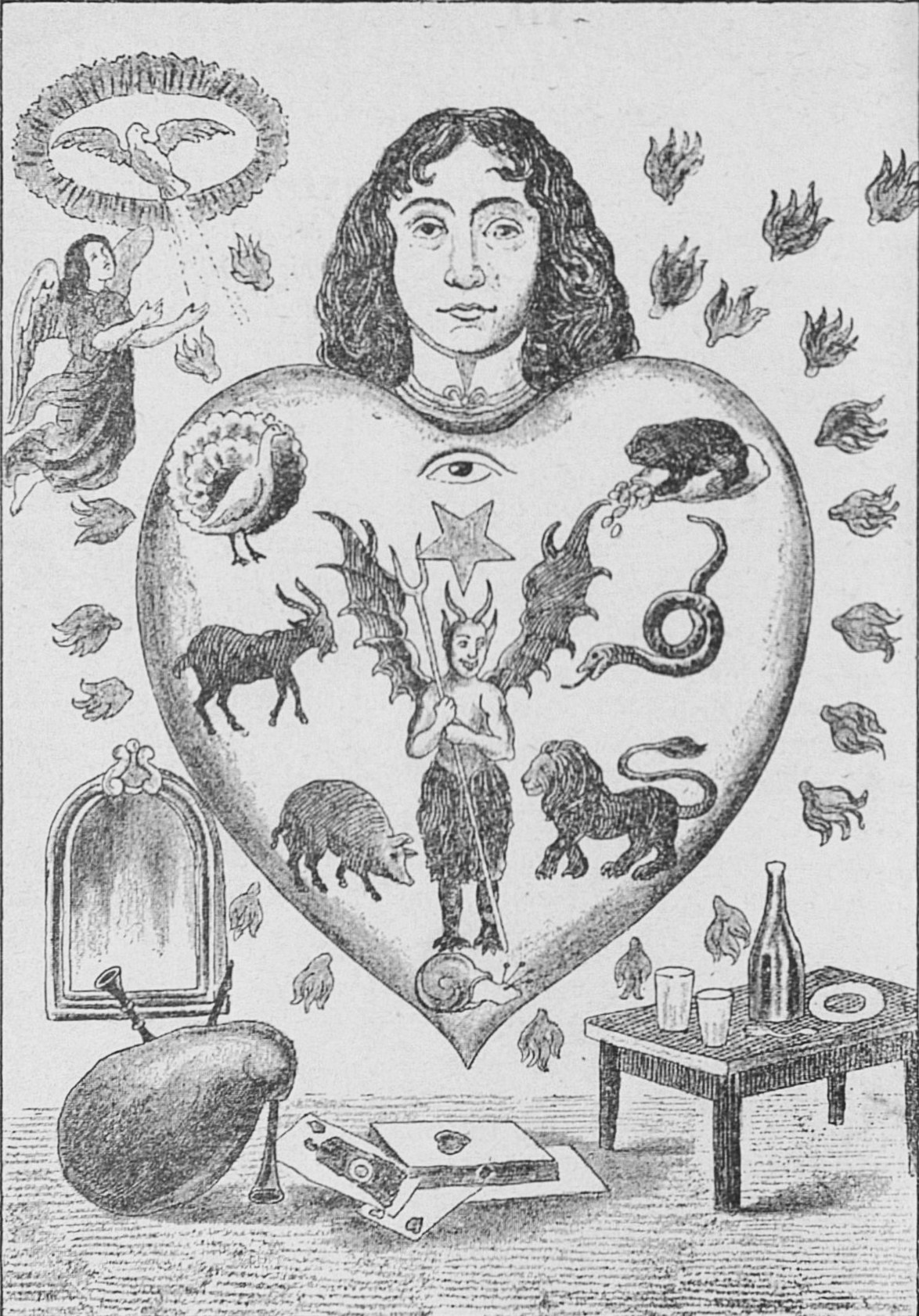
Taolenn de François-Marie Balanant

- Des taolennou (tableaux de mission en langue bretonne) retrouvés à Combrit[15] sont probablement l'œuvre du chanoine Paul Peyron, secrétaire, puis chancelier de l'évêché de Quimper de 1866 à sa mort en 1920. Le compte-rendu de la Semaine religieuse de Quimper et de Léon, revue publiée en 1924, indique qu'ils ont été probablement utilisés à Combrit lors des Missions paroissiales de 1919 et 1924. Ils auraient aussi servi lors des Missions de 1938 et 1948.

Tableaux de mission dus probablement au chanoine Paul Peyron
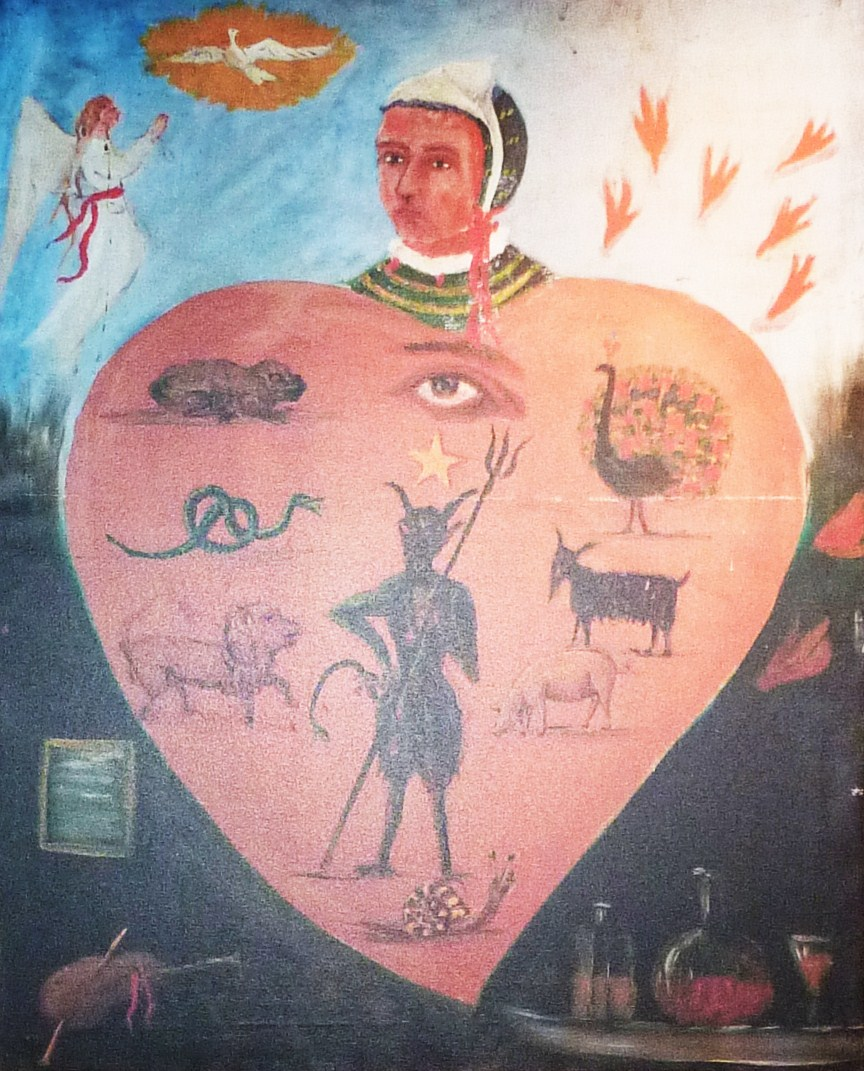
Les sept péchés capitaux
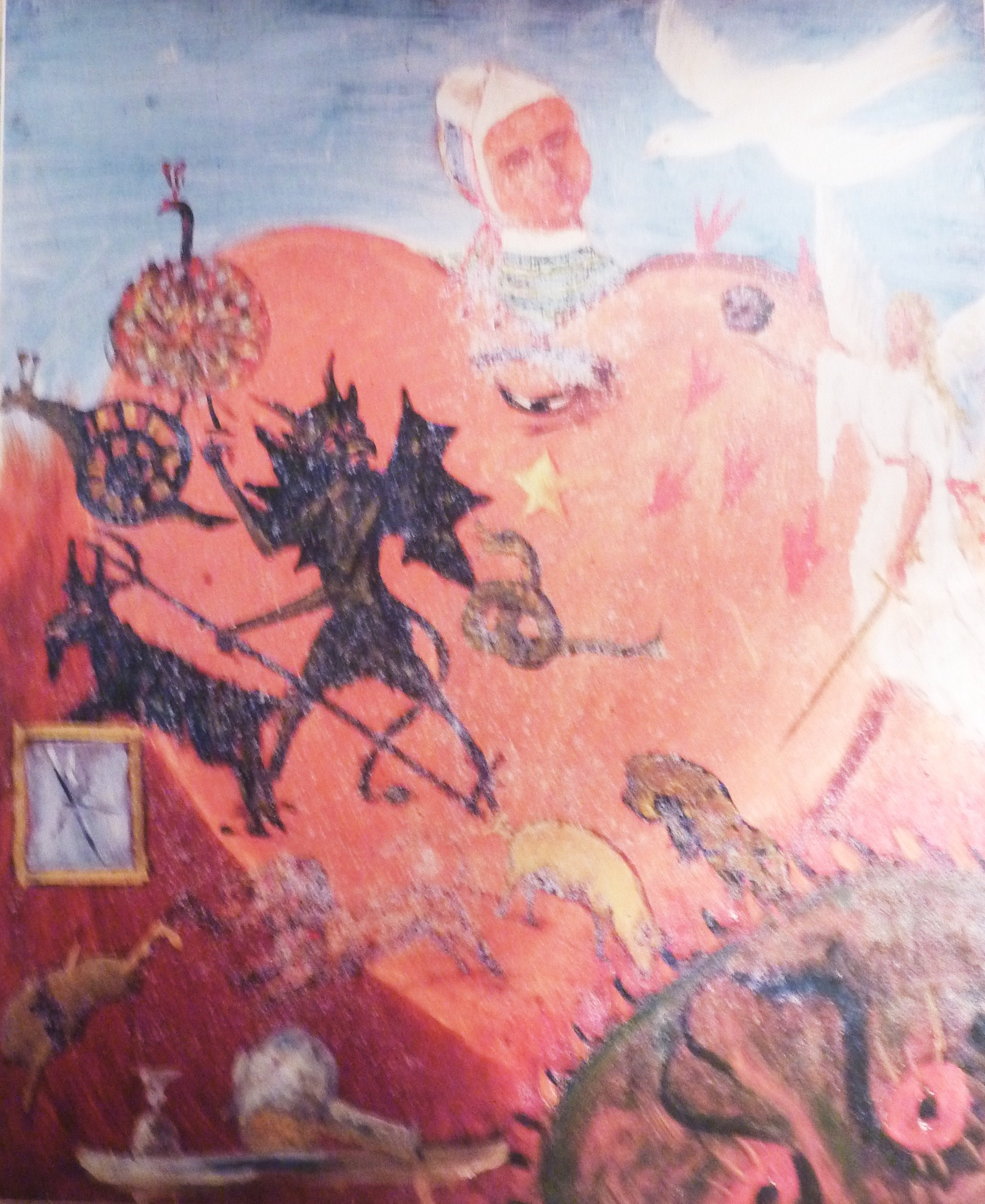
L'attrition du pêcheur
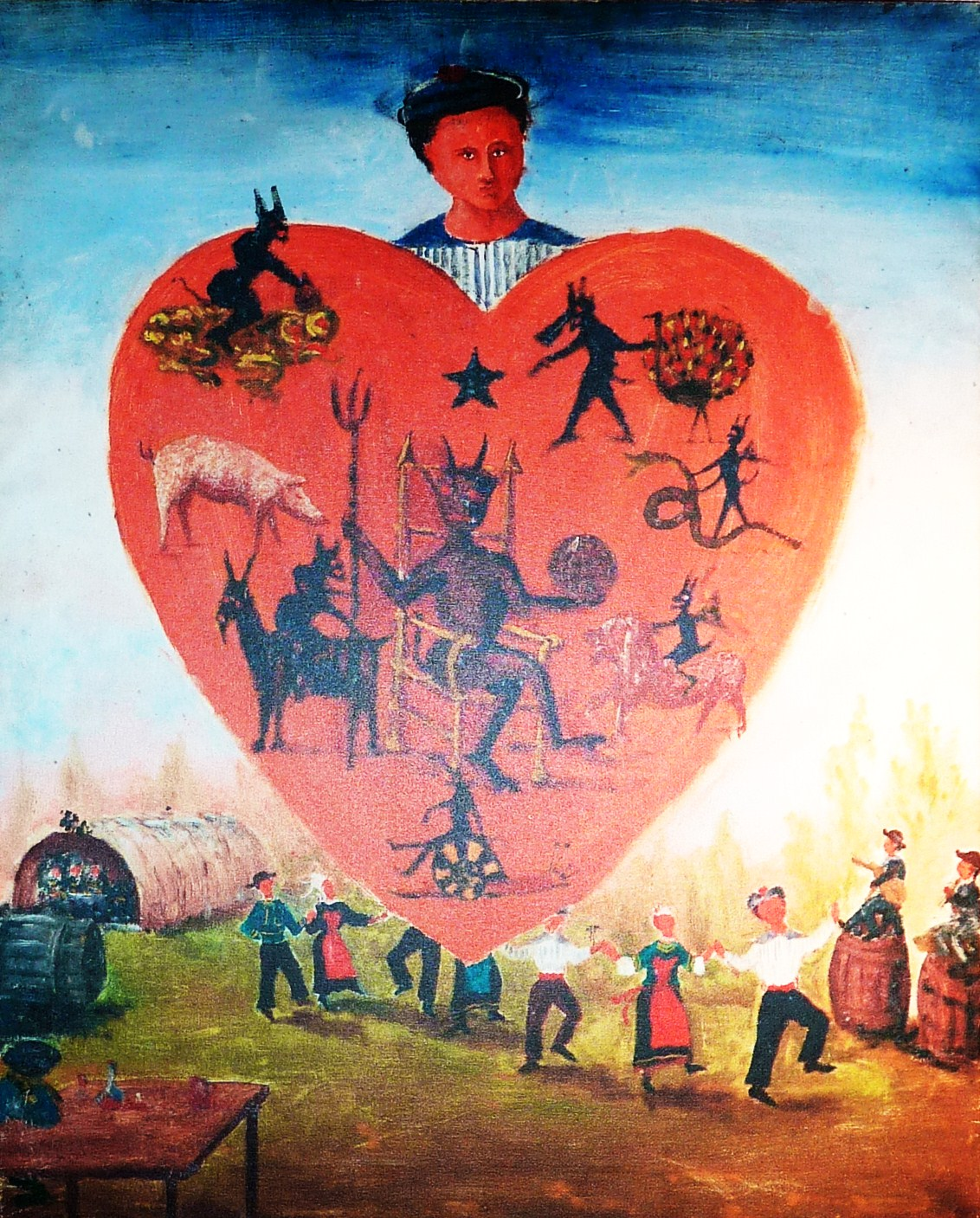
La rechute
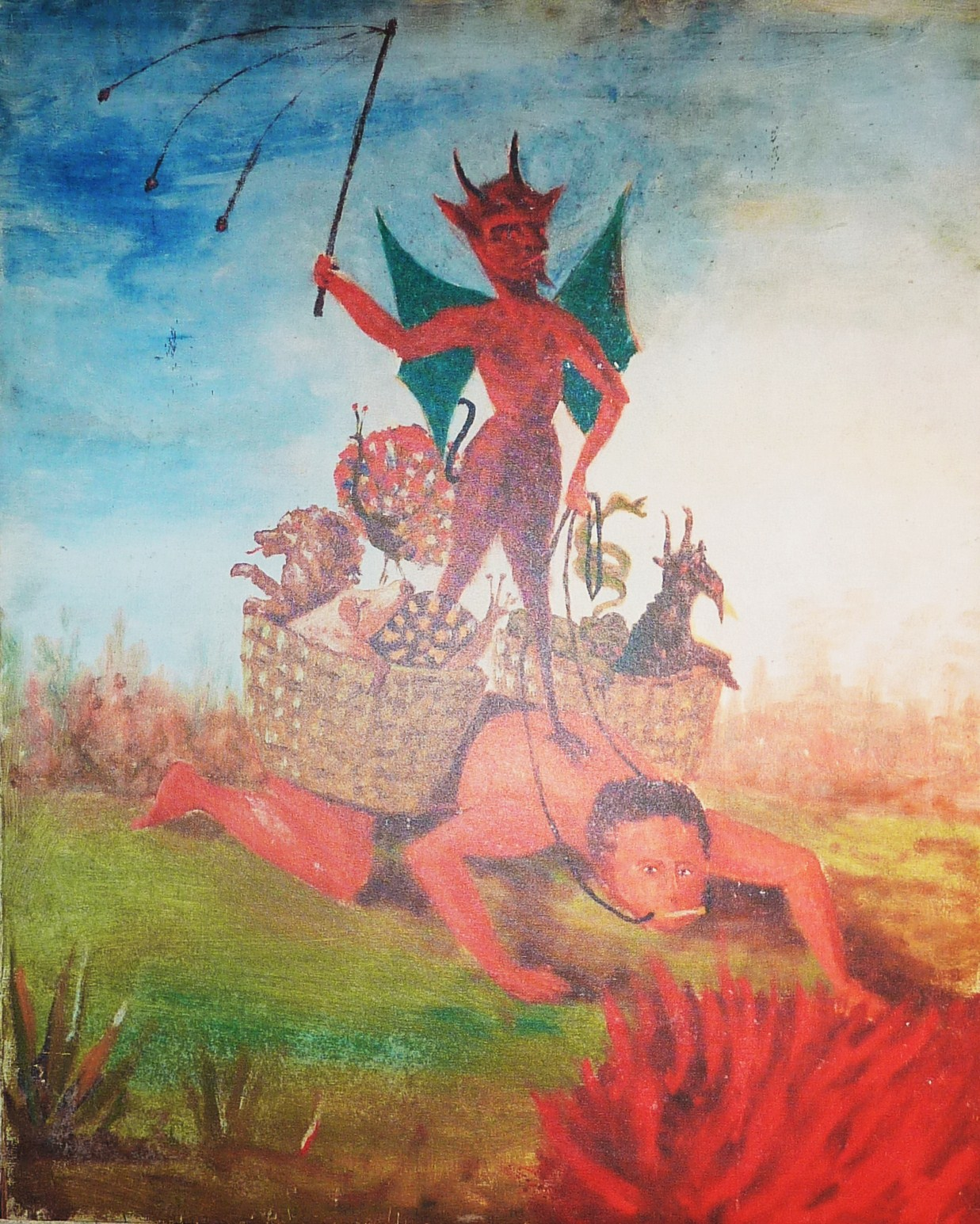
La victoire du Malin
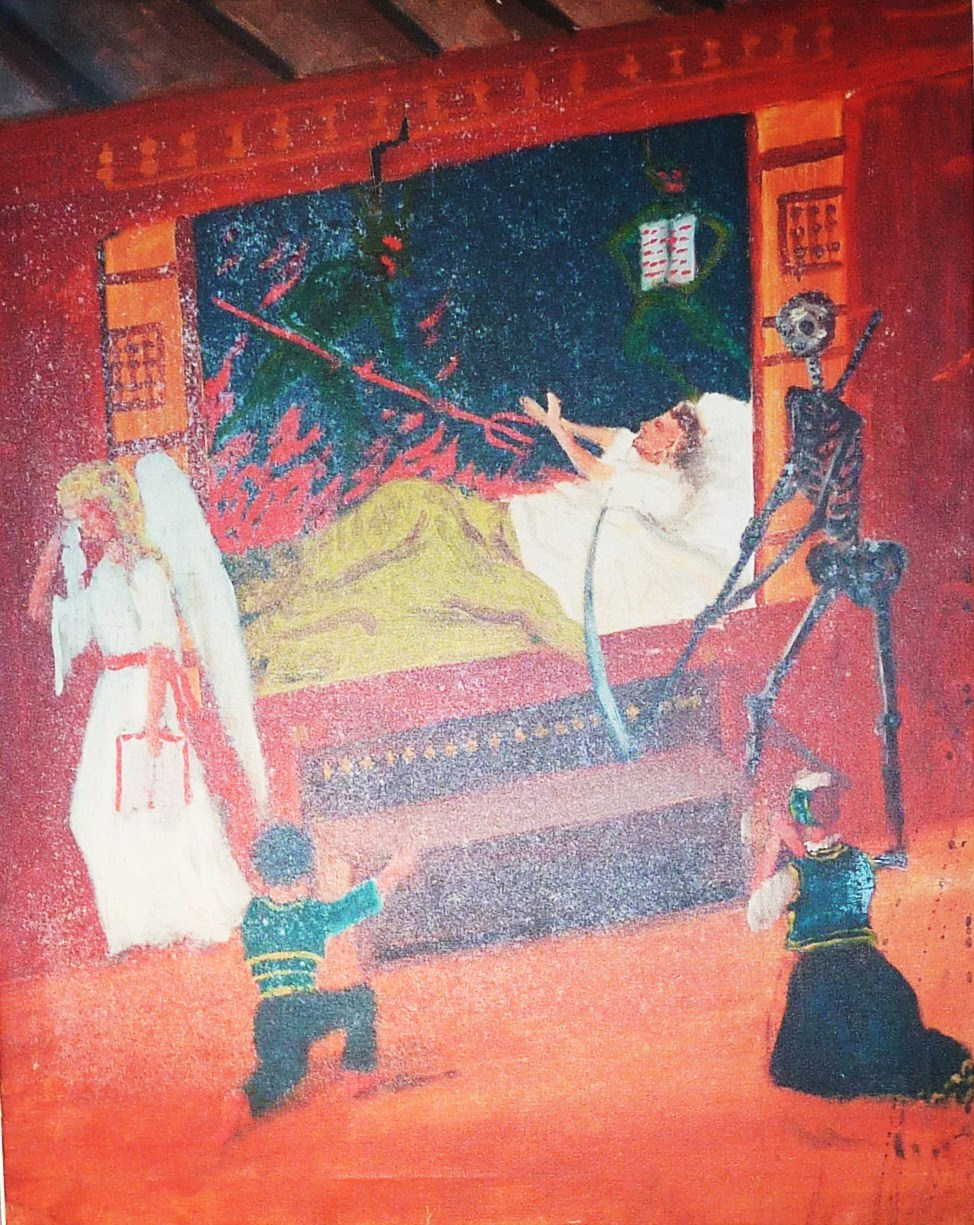
La mort du pêcheur
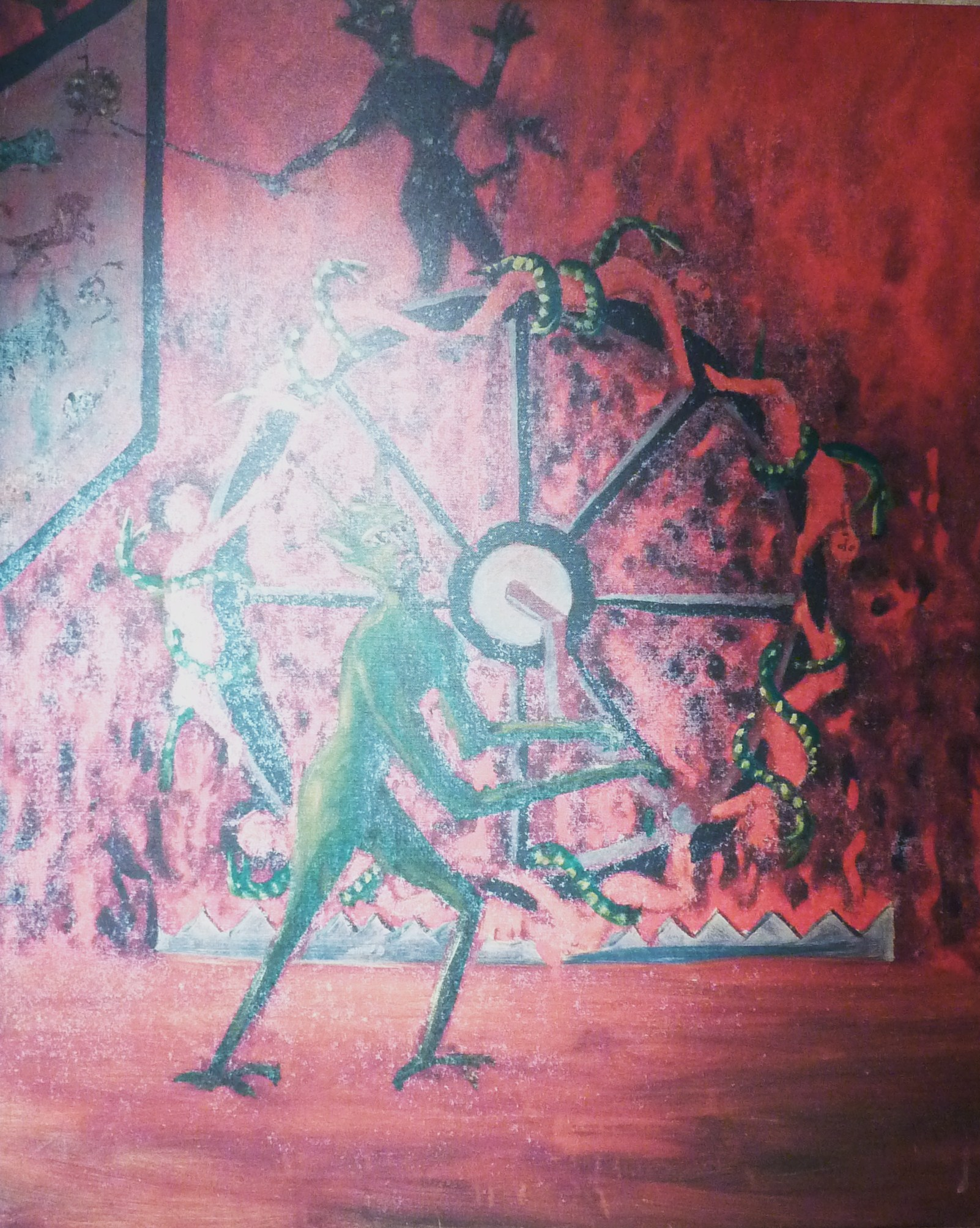
L'enfer
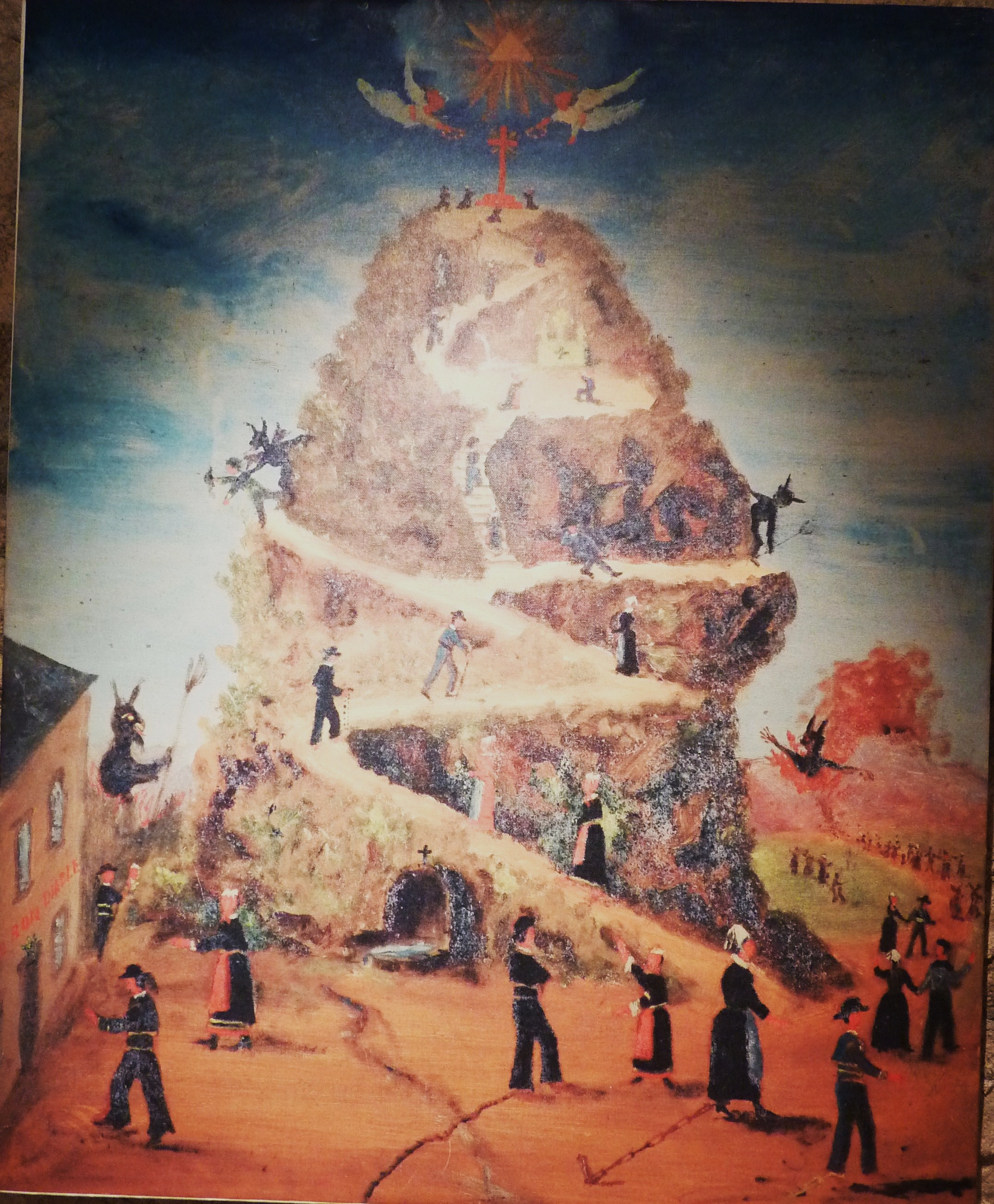
La dévotion

- Le Révérend Père Cariou a aussi peint vers 1900 des taolennou, peints sur du bois Isorel et conservés à l'évêché de Quimper ; ils ont comme point commun d'illustrer les prédications de Michel Le Nobletz :

Tableaux de mission du révérend père Cariou
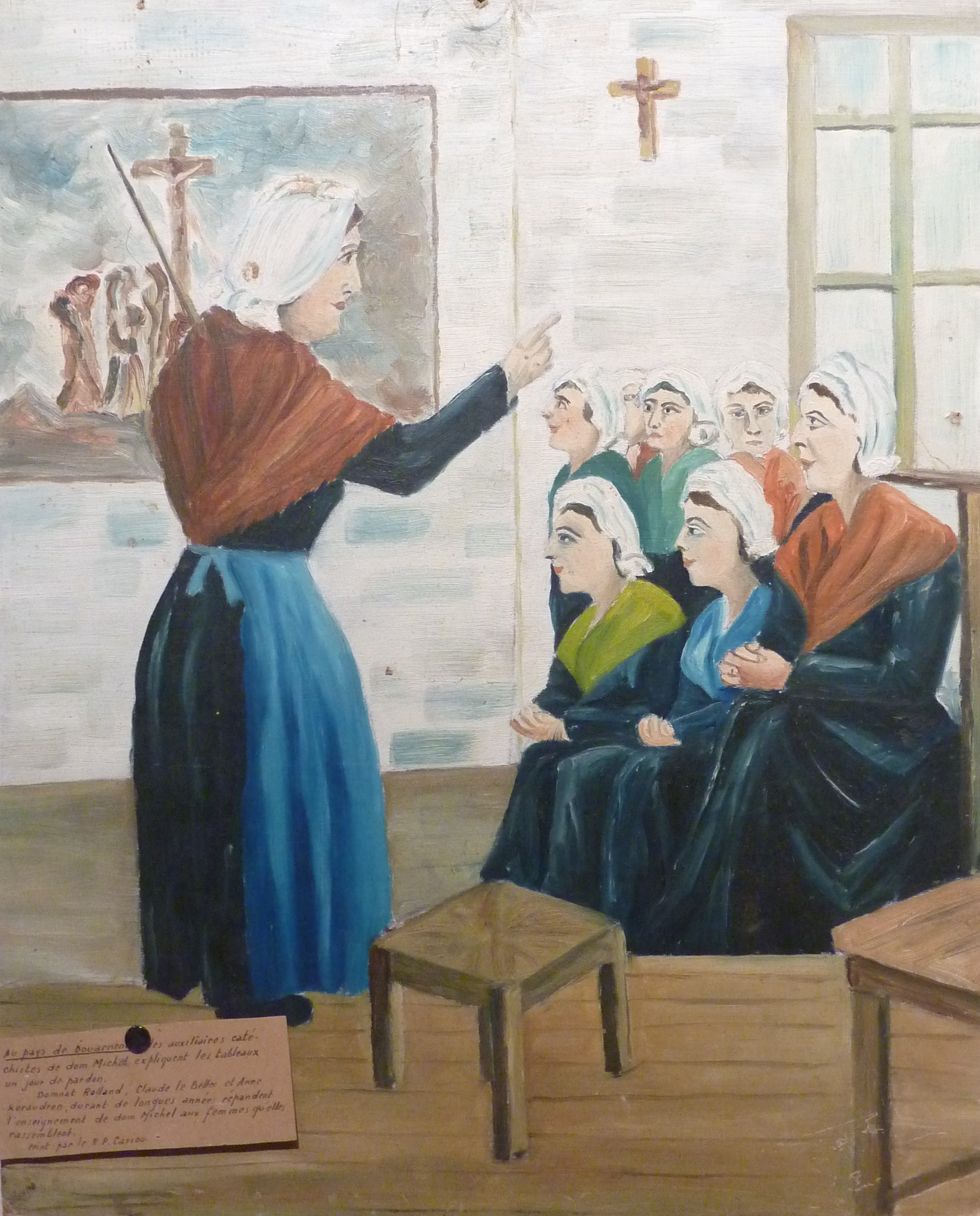
Une catéchiste enseignant à sept femmes
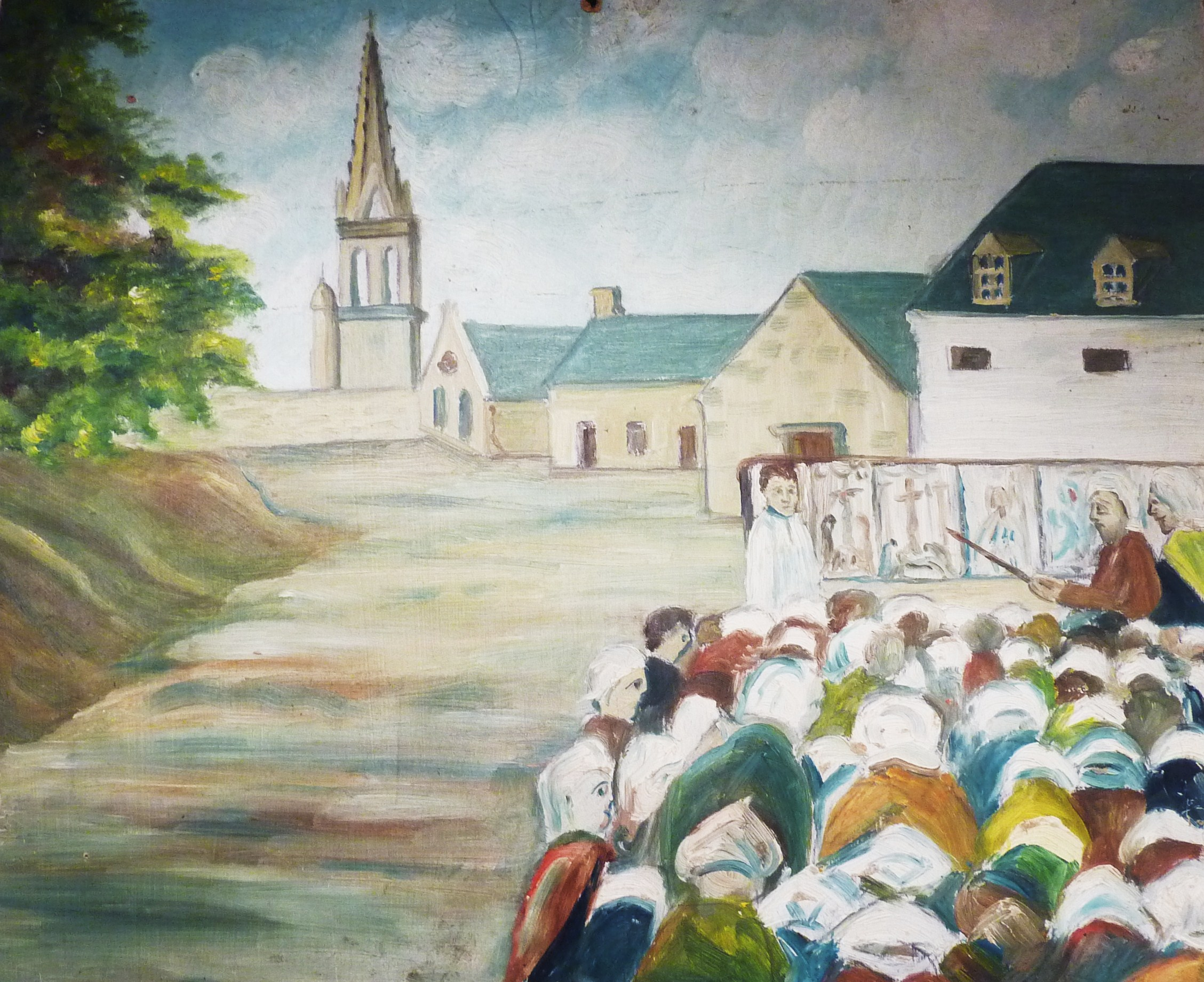
Des fidèles écoutent sur une place publique un commentaire sur des taolennou
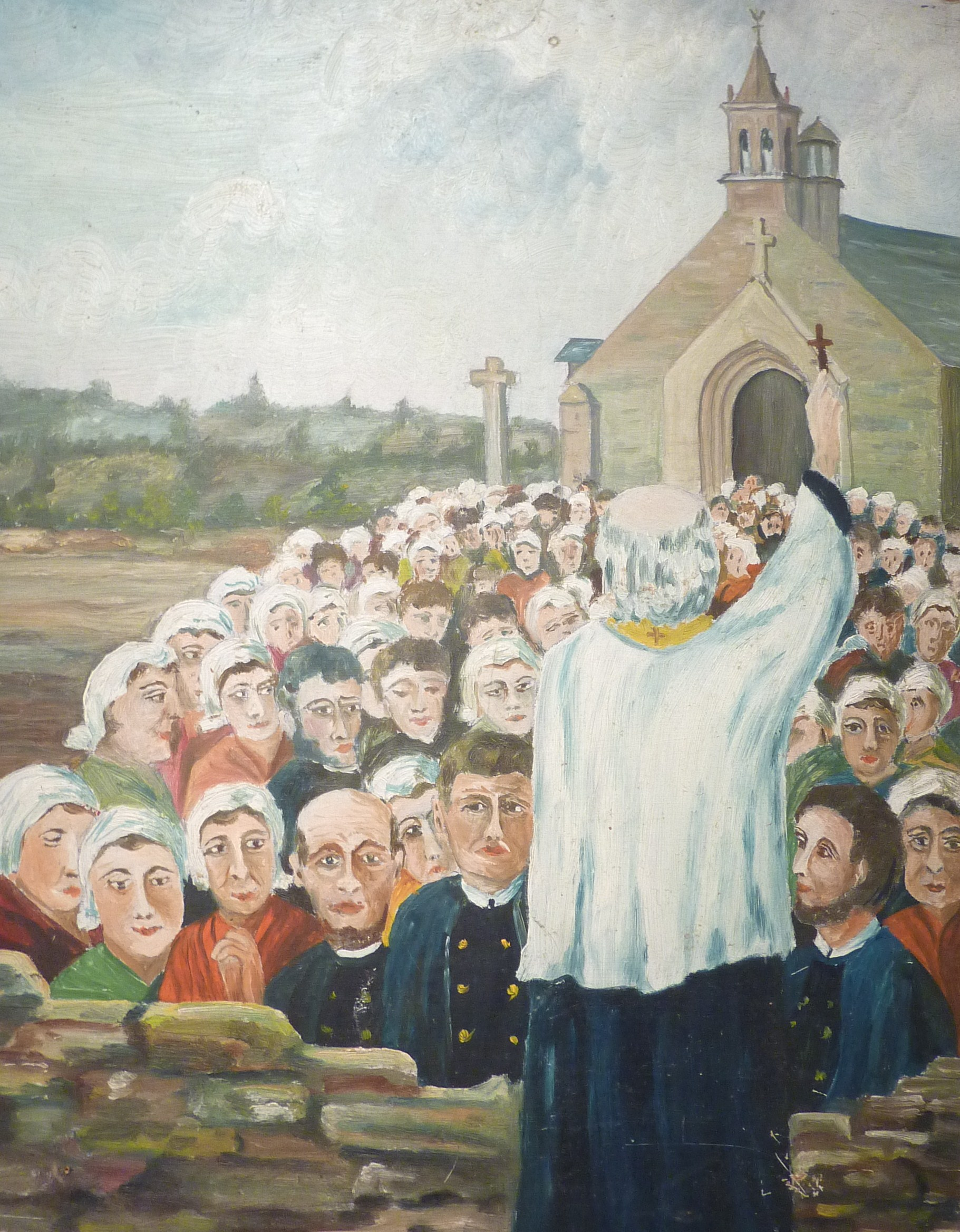
Prédication par Michel Le Nobletz sur le parvis d'une chapelle de Douarnenez
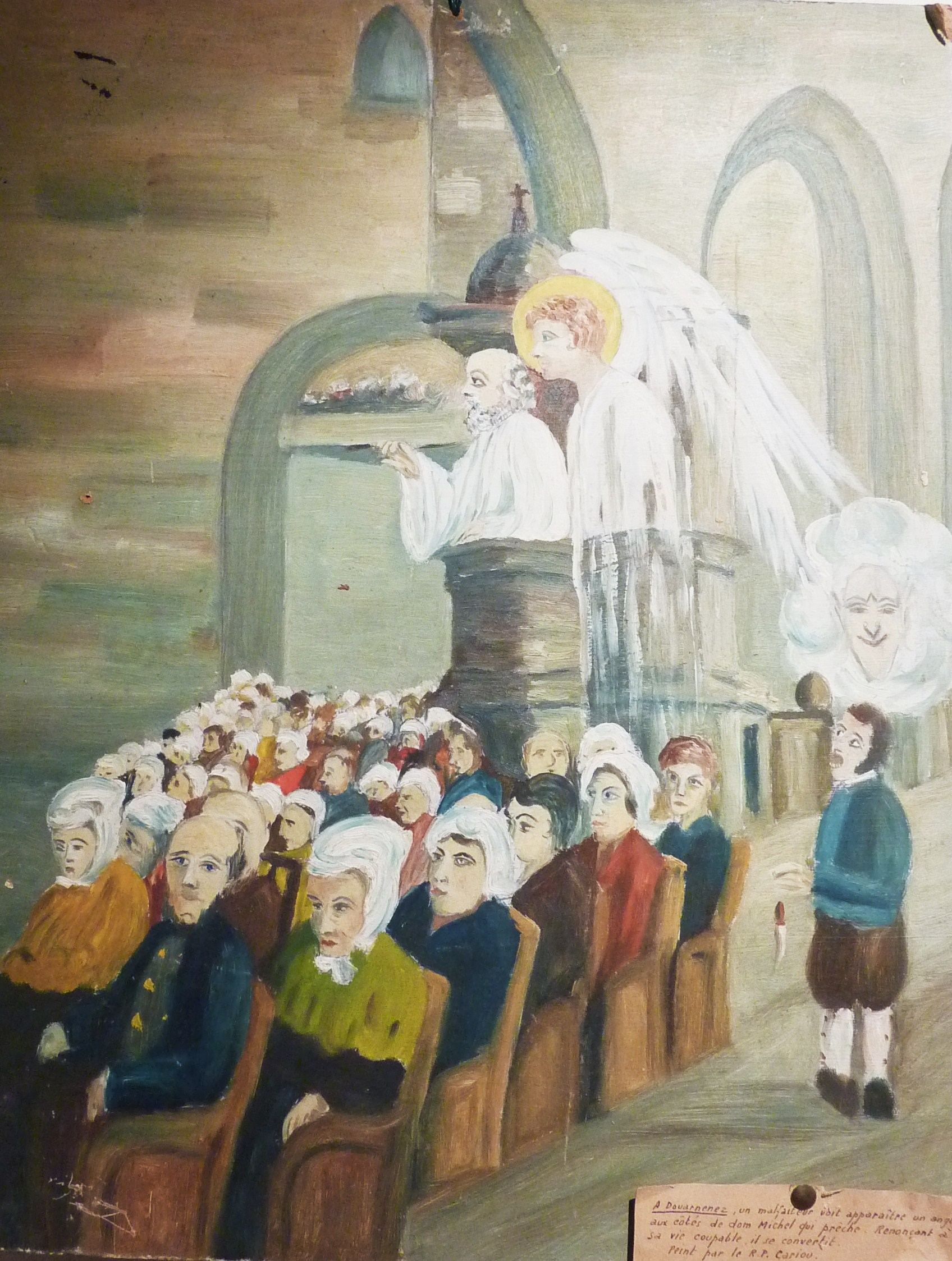
Michel Le Nobletz prêchant dans une chapelle de Douarnenez
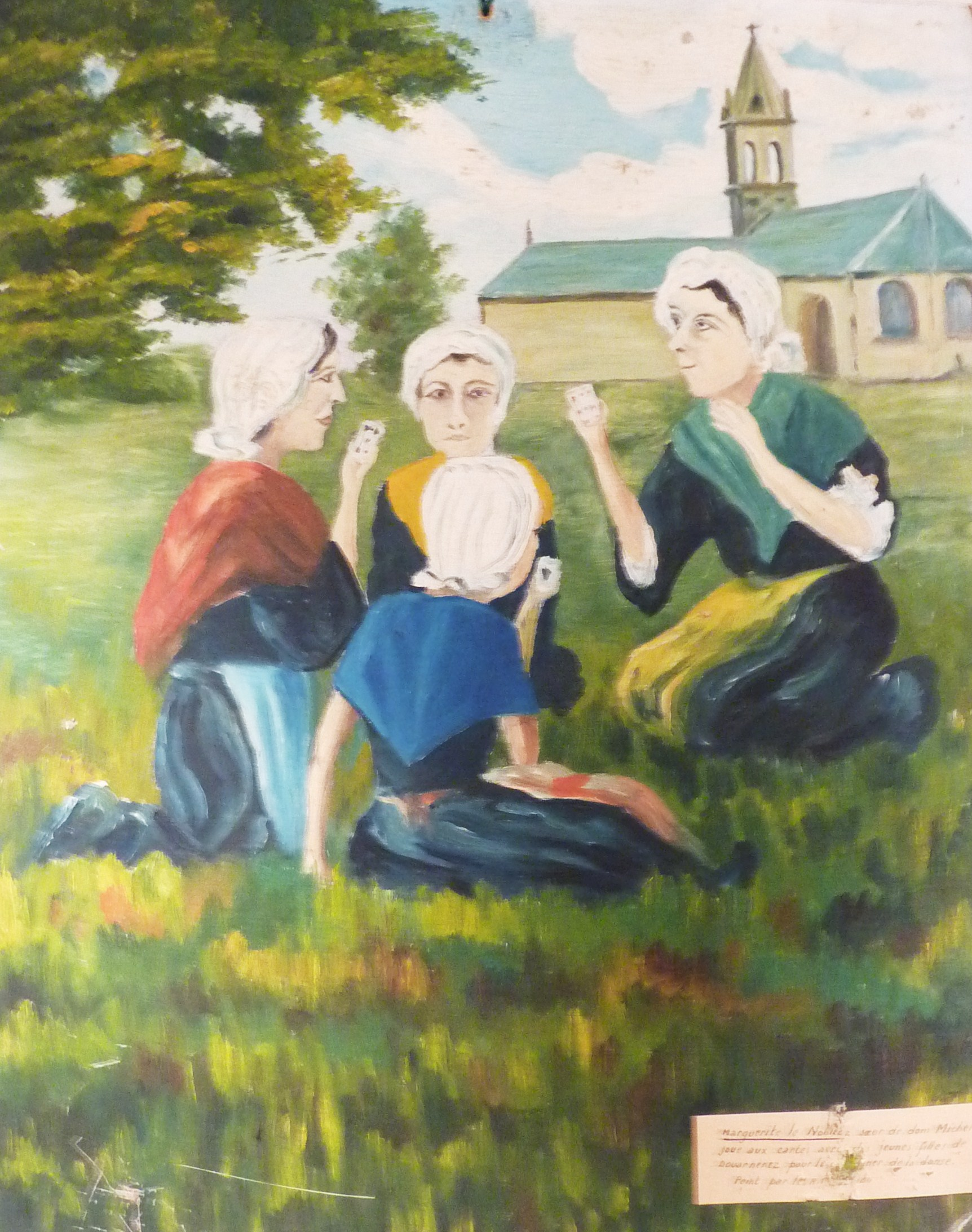
Quatre femmes à genoux jouant aux cartes
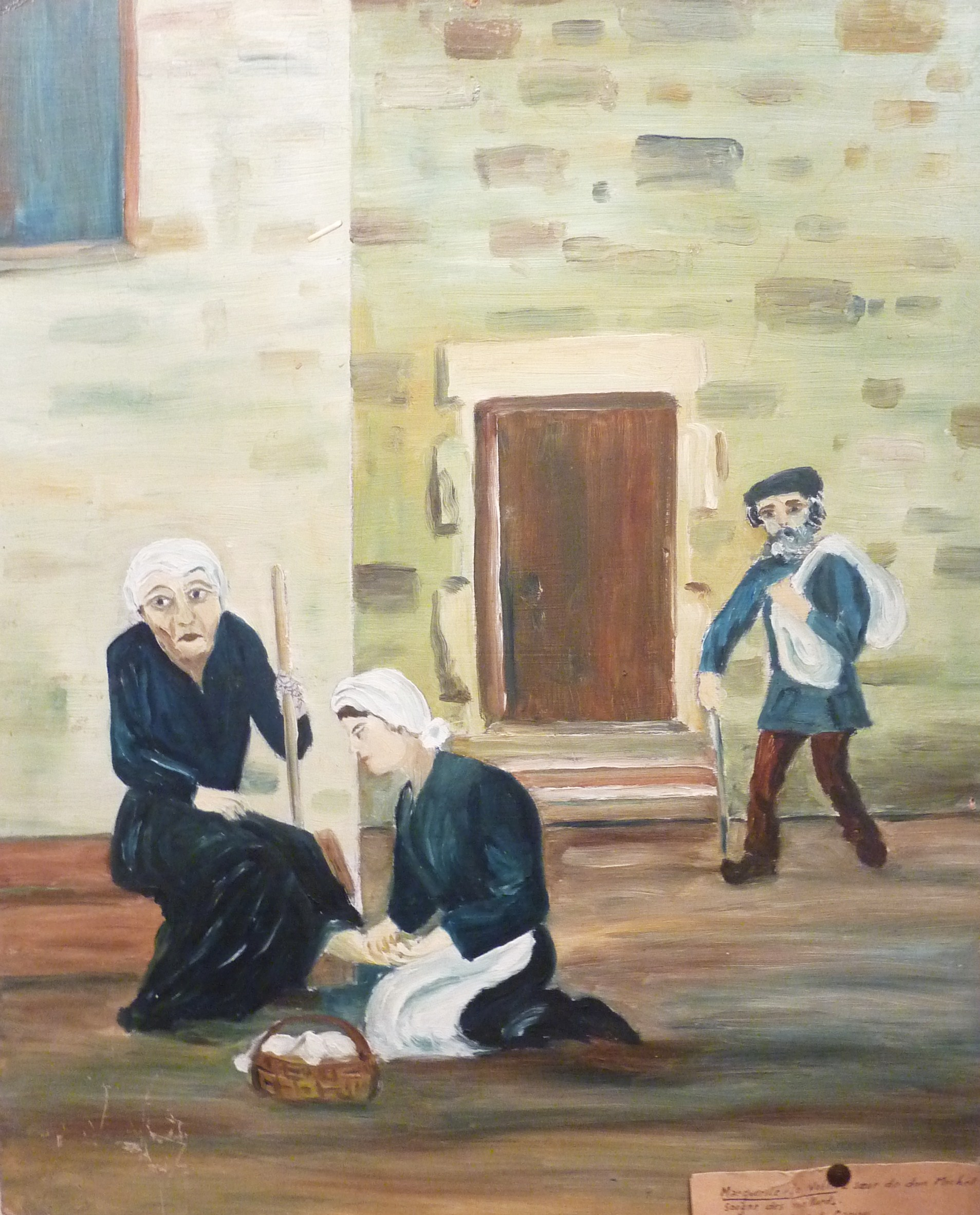
Marguerite Le Nobletz soigne un vieillard

- L’homme chrétien est un ensemble de 10 tableaux de mission peints par Marc Choisnard en 1930, classés Monuments historiques en 2005, conservés à l'évêché de Quimper[16].

### "Miroir du pécheur" ou "Miroir de l'âme"
Ces gravures remplies de figures diaboliques se retrouvent accompagnées de cantiques dans les livres intitulés Le Miroir du pécheur ou Miroir des âmes, ou Exposition des différents états des âmes. Elles s'accompagnent d'explications. Ces livres souvent assez minces étaient édités pour les missions paroissiales, comme les Pensez-y bien, ou réflexions sur les quatre fins dernières (exemple d'une éd. 1810).
Il est édité en livret de colportage de la Bibliothèque bleue de Troyes dont la médiathèque a numérisé 14 de ses bois gravés, et 6 éditions de sa première à Troyes en 1754 à une édition entre 1830-1848.
- "Miroir du pécheur", Troyes, Jean Garnier, 1765, [16] p. in-8. (approbation datée à Troyes du 4 septembre 1754) (Médiathèque du Grand Troyes, cote : B.Bl 25, en ligne)

- Reprises en gravures anonymes dans le Le Miroir du Pecheur édité en 1828 par Pellerin à Epinal.

- Miroir de l'ame du pecheur et du juste, pendant la vie, et a l'heure de la mort, Lyon, chez François Viret, 1752 (en ligne)
- Miroir spirituel de l'âme du pécheur et de celle du juste, pendant la vie et à l'heure de la mort. Avec huit images et leur explications, Avignon, chez Seguin aîné, 1836 (en ligne)
- Miroir des âmes, ou Exposition des différents états des âmes avec 15 gravures en taille-douce, chez Guyot Frères, 1853 (en ligne. P.8 : Explication de la première planche)